# Gott fähret auf mit Jauchzen, BWV 43
Gott fähret auf mit Jauchzen, BWV 43 (Déu s'eleva entre ovacions), és una cantata religiosa de Johann Sebastian Bach per a la festa de l'Ascensió, estrenada a Leipzig, el 30 de maig de 1726.

## Origen i context
L'autor, desconegut, utilitza el salm 47, 6-7, per al cor inicial, un vers de l'evangeli de Marc (16,19) per al número 4, i per al coral final, les estrofes 1 i 13 de l'himne Du Lebensfürst, Herr Jesu Christ, de Johann Rist (1641). Forma part del conjunt de cantates interpretades per Bach l'any 1726, però que la música és del seu cosí Johann Ludwig Bach, l'anomenat Bach de Meiningen. Dels dos temes presents en les lectures del dia de l'Ascensió, la missió dels deixebles, i el relat de la mateixa ascensió, la cantata se centra en aquest darrer emprant passatges de l'Antic testament, com és el versicle 19 del salm 64. És un text poc ortodox, que en la seva major part, números 5 al 10, desenvolupa un poema religiós de sis estrofes. En conjunt, aquesta cantata deixa, a excepció del cor inicial, una impressió una mica limitada, probablement Bach contingué la seva creativitat, conscient que l'obra era del seu cosí. Per a aquesta festivitat es conserva, a més, la cantata BWV 128 i l'oratori de l'ascensió (BWV 11).

## Anàlisi
Obra escrita per a soprano, contralt, tenor, baix i cor; dos oboès, tres trompetes, timbals, corda i baix continu. Consta d'onze números, dividits en dues parts, que s'interpretaven abans i després del sermó.
Primera part
1. Cor: Gott fähret auf mit Jauchzen (Déu s'eleva entre ovacions)
2. Recitatiu (tenor) : Es will der Höchste sich ein Siegsgepräng bereiten (Amb magnificència vol l'Altíssim)
3. Ària (tenor): Ja tausend mal tausend begleiten den Wagen (Milers i milers acompanyen el seu Carruatge)
4. Recitatiu (soprano): Und der Herr, nachdem er mit ihnen geredet hatte (El Senyor, després de parlar-los)
5. Ària (soprano): Mein Jesus hat nunmehr (Així és que el meu Senyor Jesús)

Segona part
1. Recitatiu (baix): Es kommt der Helden Held (Arriba l'Heroi d'Herois)
2. Ària (baix): Er ists, der ganz allein (Ell, Ell tot sol)
3. Recitatiu (contralt): Der Vater hat ihm ja (El Pare Celestial)
4. Ària (contralt): Ich sehe schon im Geist (Dins el meu Esperit, jo ja el veig)
5. Recitatiu (soprano): Er will mir neben sich (Ell vol que, a prop seu)
6. Coral: Du Lebensfürst, Herr Jesu Christ (Oh, Príncep de la Vida, Senyor Jesucrist)

Com és freqüent, el cor inicial és el número més rellevant de la cantata; comença amb una introducció instrumental (adagio), seguida de dues fugues (alla breve) i acaba amb una coda tractada de manera homòfona; a continuació, conté cinc parelles, recitatiu i ària, per a la mateixa veu. En la primera parella, per a tenor, l'ària arrenca de manera vigorosa i descriu el seguici de carruatges que acompanyen el rei victoriós, amb una vocalització especial sobre la paraula begleiten (acompanyar), mentre que en el mot erliegen (sotmetre), la veu arriba al punt més baix de la seva tessitura. A la segona parella, números 4 i 5, el soprano canta el text de l'evangeli, situació poc habitual, ja que Bach encarrega, habitualment, el paper d'evangelista al tenor. Amb la tercera parella recitatiu i ària, ara per a baix, comença la segona part de la cantata, l'ària, número 7, inclou una part de gran dificultat per a la trompeta, que el mateix Bach substituí, en alguna ocasió, per un violí; finalment, apareix el contralt, la veu que faltava, que canta l'última parella. Un recitatiu de soprano, número 10, dona entrada al coral final que canta els textos abans indicats amb la melodia del coral de Nadal Ermuntre dich, mein schwacher Geist, de Christoph Peter. Té una durada aproximada d'una mitja hora.

## Discografia seleccionada
- J.S. Bach: Das Kantatenwerk. Sacred Cantatas Vol. 3. Nikolaus Harnoncourt, Wiener Sängerknaben & Chorus Viennensis, Hans Gillesberger (director del cor), Concentus Musicus Wien, Paul Esswood, Kurt Equiluz, Rud van der Meer. (Teldec), 1994.
- J.S. Bach: The complete live recordings from the Bach Cantata Pilgrimage. CD 20: St Giles' Cripplegate, Londres; 10 de maig de 2000. John Eliot Gardiner, Monteverdi Choir, English Baroque Soloists, Lenneke Ruiten, Meg Bragle, Andrew Tortise, Dietrich Henschel. (Soli Deo Gloria), 2013.
- J.S. Bach: Complete Cantatas Vol. 16. Ton Koopman, Amsterdam Baroque Orchestra & Choir, Johannette Zomer, Bogna Bartosz, Christoph Prégardien, Klaus Mertens. (Challenge Classics), 2004.
- J.S. Bach: Cantatas Vol. 44. Masaaki Suzuki, Bach Collegium Japan, Rachel Nicholls, Robin Blaze, Gerd Türk, Peter Kooij. (BIS), 2009.
- J.S. Bach: Church Cantatas Vol. 15. Helmuth Rilling, Gächinger Kantorei, Bach-Collegium Stuttgart, Arleen Augér, Julia Hamari, Lutz-Michael Harder, Philippe Huttenlocher. (Hänssler), 1999.
- J.S. Bach: Himmelfahrts-Oratorium. Philippe Herreweghe, Collegium Vocale Gent, Barbara Schlick, Catherine Patriasz, Christoph Prégardien, Peter Kooy. (Harmonia Mundi), 1993.